# Groß Twülpstedt
Groß Twülpstedt ist eine Gemeinde im Landkreis Helmstedt in Niedersachsen und Mitglied der Samtgemeinde Velpke.

## Geographie

### Lage
Groß Twülpstedt liegt zwischen den Naturparks Elm-Lappwald im Süden und Drömling im Norden. Die Gemeinde liegt im Südwesten der Samtgemeinde Velpke und hat eine Fläche von 36,43 km².

### Gemeindegliederung
Die Ortsteile der Gemeinde sind:
- Groß Twülpstedt
- Klein Twülpstedt
- Papenrode
- Rümmer
- Groß Sisbeck
- Klein Sisbeck
- Volkmarsdorf

## Geschichte
Papst Lucius II. bestätigte 1145 dem Kloster Berge in der Nähe von Magdeburg seine Besitzungen. In der Urkunde wird Tiulpstidi erwähnt.
Im Jahr 1201 war die erste urkundliche Erwähnung von Groß und Klein Twülpstedt. Die Urkunde vom 22. Februar 1201 handelt davon, welche Naturalien dem kerkenhere, also dem Pfarrer, von den einzelnen Höfen zustehen. Es wird in der Urkunde die Anzahl der Höfe pro Dorf aufgelistet.
Das ehemalige Rittergut war bis zum Jahr 1655 im Besitz der Familie von Bartensleben. Es wurde 1665 vom Universalgelehrten, Mediziner und Rechtsgelehrten Hermann Conring erworben und ging 1799 an die Familie Freiherr von Strombeck, und dann durch Erbe und Heirat (Sara von Strombeck) an die Familie von Sydow (vgl. Zirkwitz; die es bis in die Zeit nach dem Zweiten Weltkrieg, bei zwischenzeitlicher Verpachtung, Besitzer waren). Das Gutshaus wurde 1832 auf den Mauern eines Vorgängerbaues errichtet.

### Eingemeindungen
Am 1. Juli 1972 wurden die Gemeinden Groß Sisbeck, Klein Sisbeck, Klein Twülpstedt, Papenrode, Rümmer und Volkmarsdorf eingegliedert.

### Erklärung des Ortsnamens
Alte Bezeichnungen des Ortes sind 1145 Tiulpstidi, 1209 (A. 17. Jahrhundert) villam totam Wilpstede, 1311 Twilpstede Maiori, 1342 to Twlpstidde, 1346 (A. 14. Jahrhundert) to Groten Twelpstide, 1354 Twulpstede, 1367 dorpe to Twelpstede und erstes Viertel 15. Jahrhundert Twlpstede.
Der Ortsname wurde mit dem Grundwort „-sted-“ gebildet. Die Wiedergabe einiger Laute im Bestimmungswort bereitete offensichtlich Probleme, es wechseln T-, Tw-, W- und -iu-, -i-, -e-, -ü-, manchmal erscheint gar kein Vokal oder er ist mit dem Halbvokal -w- verschmolzen. Man darf von Tw- und -i- /-ü- ausgehen. Ursprünglich ist -i-, das nach -w- und vor -l- zu -ü- gerundet wurde.
Man wird „Twilp-“ am ehesten in zwei Teile zerlegen müssen: „Twil-apa“. „-apa“ ist ein germanisches Wort für „Wasser, Fluss“.
Das BW Twil- kann mit altsächsisch twili „zweidrähtig“, mittelniederdeutsch twele „gabelförmig, gegabelt, gabelförmiger Stock“, twil „gabelförmiger Ast oder Stamm“, twillen „sich gabelförmig spalten“, niederdeutsch Twe(e)l(e) „Gabel eines Zweigs, sich gabelförmig teilendes Landstück“ verbunden werden; vergleiche hochdeutsch Zwille.
Das Motiv des Gewässernamens ist also ein sich gabelnder Bach. Wir haben also eine Bildung Twil-apa-sted- vor uns.

## Politik

### Rat
Der Rat ist die kommunale Volksvertretung der Gemeinde Groß Twülpstedt. Über die Vergabe der (maximal) 13 Sitze entscheiden die Bürger alle fünf Jahre in allgemeiner, unmittelbarer, freier, gleicher und geheimer Wahl.
Aus dem Ergebnis der Kommunalwahl 2021 ergab sich folgende Sitzverteilung:
| Rat 2021Insgesamt 12 Sitze - SPD: 5 - Grüne: 1 - CDU: 5 - Unabh.: 1 SPD und CDU bilden eine Gruppe Laut Wahlergebnis stünden dem unabh. EB Senger zwei Sitze zu |
| |

### Bürgermeister
Die ehrenamtliche Bürgermeisterin Heike Teuber wurde am 8. November 2011 gewählt. Sie gehört der CDU an.
Bei der Kommunalwahl 2021 trat Teuber nicht erneut an.

### Wappen
| Wappen der Gemeinde Groß Twülpstedt | Blasonierung: „Das Wappen der Gemeinde ist der goldene Ring auf grünem Untergrund.“ |
| Wappen der Gemeinde Groß Twülpstedt | Wappenbegründung: Das Wappen hält das Andenken an einen berühmten Bürger wach. Der Helmstedter Professor und Universalgelehrter Hermann Conring erwarb 1652 das hiesige Gut. Sein Grabmonument wurde in der Kirche errichtet. Als redende Anspielung auf seinen Namen hatte er einen Ring im Wappen geführt: Golden auf grünem Grund, also in den Farben des reifen Korns und der saftigen Weiden. Das Wappen wurde am 3. Oktober 1959 vom Gemeinderat angenommen und am 10. Oktober 1960 vom braunschweigischen Verwaltungspräsidenten genehmigt. Der Wappenentwurf wurde vom Heraldiker Wilhelm Krieg gestaltet. |

## Kultur und Sehenswürdigkeiten

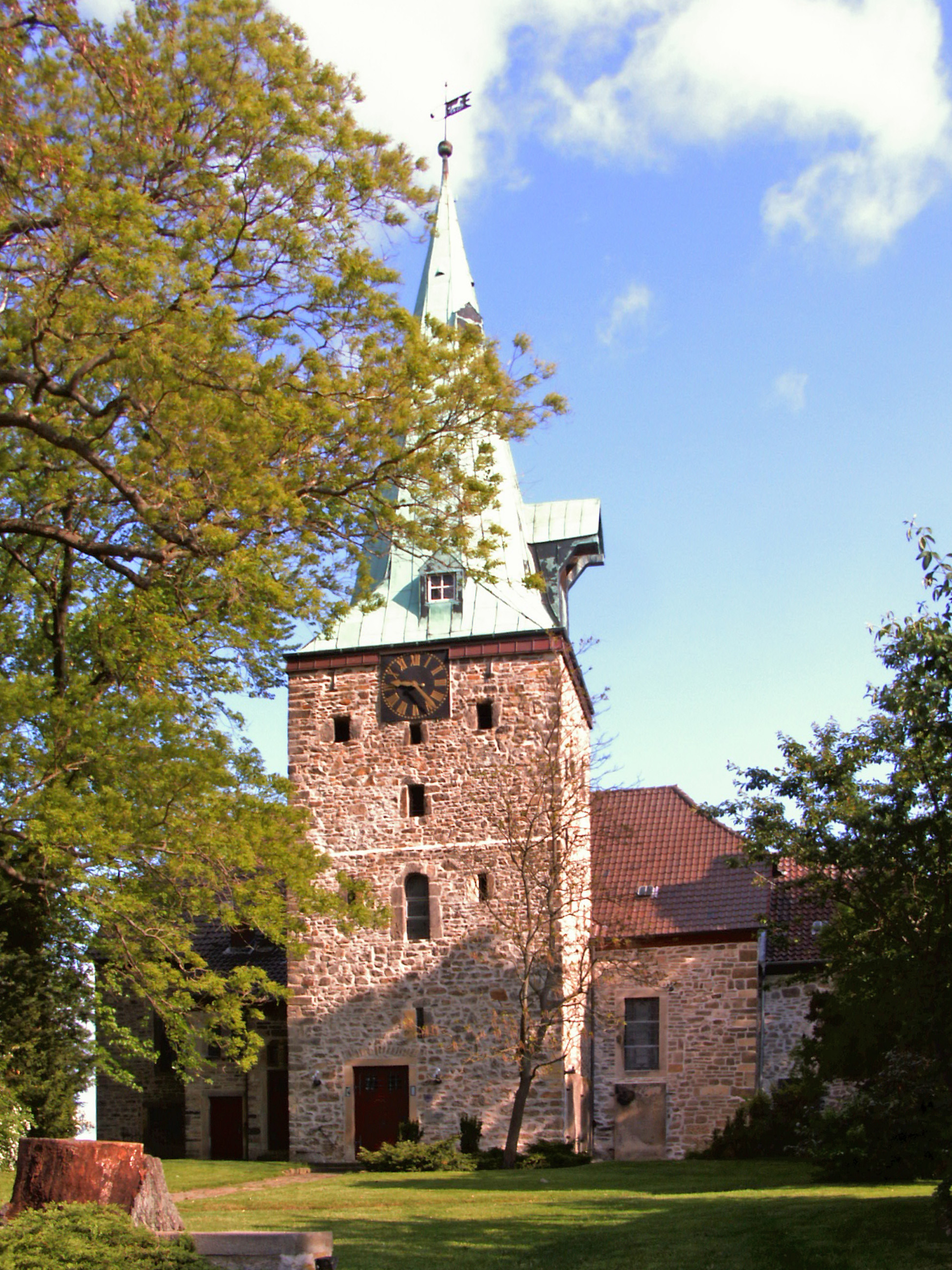
St.-Maria-St.-Cyriakus-Kirche

Die Groß Twülpstedter St.-Maria-St.-Cyriakus-Kirche wurde erstmals im 12. Jahrhundert erwähnt. Sie hat eine romanische Apsis. Chor und Langschiff stammen aus der Gotik.
Die St.-Servatius-Kirche befindet sich im Ortsteil Volkmarsdorf: die erste Kirche in Volkmarsdorf wurde vor rund neun Jahrhunderten auf Veranlassung von Kaiser Lothar von Supplinburg, dem Stifter des Kaiserdoms Königslutter, erbaut. Der heutige Bau stammt aus dem Jahr 1896 und weist zwei Türme auf. Dies soll in Erinnerung an Kaiser Lothar und den ebenfalls mit zwei Türmen versehene Kirche in Königslutter erfolgt sein.

## Wirtschaft und Infrastruktur

### Unternehmen
Klein Twülpstedt war bis 1988 Sitz einer Zuckerfabrik. Bis 1993 konnten hier noch Zuckerrüben angeliefert werden.

### Öffentliche Einrichtungen
Das neue Feuerwehrhaus der Freiwilligen Feuerwehr Groß Twülpstedt wurde in den Jahren 2015 bis 2018 erbaut.

### Bildung
Groß Twülpstedt verfügt über eine Grundschule, die „Grundschule am See“.

### Verkehr

#### Straßenverkehr
Groß Twülpstedt, Klein Twülpstedt und Groß Sisbeck liegen an der Bundesstraße 244, die von Helmstedt nach Wittingen führt. Die anderen Ortsteile liegen etwas westlich (Klein Sisbeck, Rümmer und Volkmarsdorf) oder östlich davon.

#### Eisenbahn
Von 1902 bis 1975 bestand in Klein Twülpstedt und Volkmarsdorf Bahnanschluss im Personenverkehr durch die Bahnstrecke Schandelah–Oebisfelde.

## Persönlichkeiten
- Der Universalgelehrte und frühere Leibarzt der Königin Christina von Schweden, Hermann Conring (1606–1681), erwarb 1665 das Rittergut derer von Bartensleben in Groß Twülpstedt. Sein Grab befindet sich ebenfalls dort.
- Ayke Witt (* 1992), Popsänger wuches im Groß Twülpstedter Ortsteil Klein Twülpstedt auf.